# Супонев, Авдий Николаевич
 Авдий Николаевич Супонев  (1770—1821) — генерал-майор, действительный статский советник, с 23.03.1812-17 гг. владимирский губернатор. Владелец верхневолжской усадьбы Григорьевское.

## Биография

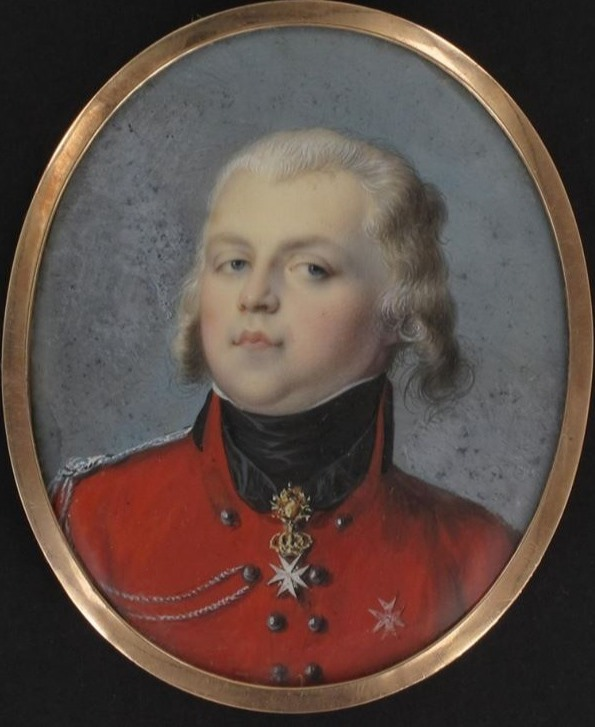
Портрет работы Питера Строли, 1800-1801 гг.

Единственный сын ярославского губернского предводителя дворянства Николая Авдиевича Супонева и Ольги Петровны Григорьевой, наследницы большого имения Григорьевское на берегу Волги против Углича (т.н. Супоневский дворец). Отец его завёл в Григорьевском фабрики по выработке шёлка и полотна.
Авдий Супонев, названный в честь деда, службу начал в 18 лет в 1788 году, поступив сержантом в Преображенский полк. В феврале 1791 года переведен вахмистром в лейб-гвардейский конный полк и здесь  1 января 1795 года произведен в корнеты, в 1797 году в подпоручики, в январе 1799 года в штабс-ротмистры, а в мае того же года в ротмистры.
11 января 1800 года Супонев переведен в только что сформированный кавалергардский полк, с производством в полковники. Своим быстрым возвышением по службе Супонев был обязан тому обстоятельству, что лично был знаком с императором Павлом и пользовался его благоволением. В том же 1800 году за исполнение по повелению императора разных поручений Супонев был награждён орденом святой Анны 3-й ст. Затем он был награждён орденом святого Иоанна Иерусалимского.
1 октября 1801 года Супонев был уволен от службы в чине генерал-майора с мундиром, и прожил в отставке до 1812 года. 23 марта 1812 года Супонев с переименованием в действительные статские советники назначен исполняющим должность владимирского губернатора, а 15 апреля того же года Супонев был утвержден в этой должности.

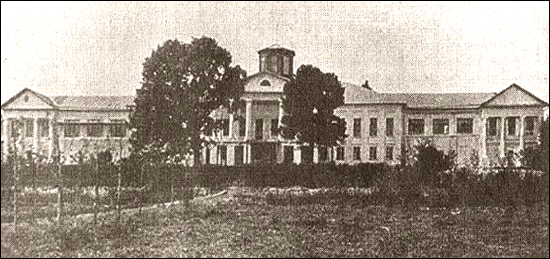
Усадьба Супоневых в Григорьевском

Во время Отечественной войны 1812 года в июле-августе по всей губернии проходило формирование шести полков Владимирского ополчения, в чем губернатор принял деятельное участие, проявляя компетентность, энергию и распорядительность в решении различных вопросов. Его предшественник на посту губернатора И. М. Долгоруков аттестовал Супонева с долей иронии:
Человек очень хороший по нынешнему светскому разумению, то есть любил играть в карты и охотник был до круговой чаши, а с сими двумя свойствами где не наживёшь приятелей. Он был ласков со всеми по нынешней моде, то есть сулил много, делал мало. Добр и кроток, он не сделал никому зла и не хотел его сделать. Частые пирухи молодецкие и свободная картёжная игра приближили к нему множество молодёжи, которая в моё время приучена была к некоторым приличиям.
12 сентября 1812 года Супонев был награждён орденом святого Владимира 3-й ст. за попечение и труды при формировании во Владимире 1-го пехотного полка, а 26 марта 1813 года пожалован орденом святой Анны 1-й ст. В 1817 году Супонев был отстранен от должности губернатора и отправился доживать свой век в родовую вотчину «Григорьевское». Похоронен в 3 верстах от неё, на погосте Орлек.

## Семья

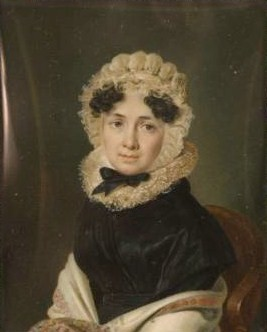
Мария Петровна, жена

Жена (с 11 ноября 1800 года)— Мария Петровна Неклюдова (1777—1844), старшая дочь обер-прокурора П. В. Неклюдова. Венчались в Петербурге в Симеоновской церкви, поручителями по жениху были А. А. Саблуков, Ф. П. Уваров, по невесте — М. Н. Муравьев и О. П. Козодавлев. По отзыву современника, Супонева была «дама отменная, уважаемая всем городом и добродетельнейших качеств; семейство и хозяйство составляли главные и почти единственные её занятия». Добрая и кроткая, она заменила мать своим младшим братьям и сестрам, заботилась о них, любила, но и порядочно их баловала. По словам родственника, с мужем своим жила хорошо, «да и трудно было не жить с ней дружно». Талантливая художница, писала маслом портреты и картины, а также копировала полотна известных мастеров. Дети:
- Ольга (1803—1866), выросла в Григорьевском[5], замужем за генерал-майором И. П. Шиповым.
- Мария (15.12.1803[6]— ?), крещена 21 декабря 1803 года во Владимирском соборе при восприемстве Сергея и Софьи Неклюдовых.
- Елизавета (1804—26.11.1805)
- Николай (08.02.1805[7]—02.11.1805),  крещен 12 февраля 1805 года во Владимирской церкви в Придворных слободах при восприемстве П. В. Голенищева-Кутузова и девицы Александры Неклюдовой.
- Елизавета (ум. 1861), оставшись в девицах, после смерти матери жила в семье Шиповых; рисовала карандашом и акварелью. Скончалась после тяжелой болезни и операции. Похоронена на кладбище Толгского монастыря.
- Николай (11.12.1809[8]— ?), крещен 16 декабря 1809 года во Владимирской церкви в Придворных слободах при восприемстве П. В. Голенищева-Кутузова и девицы Варвары Неклюдовой.